# Okko Kamu
Okko Tapani Kamu (Helsinki, Finlandia, 7 de marzo de 1946) es un director de orquesta y violinista finlandés.

## Trayectoria
Kamu nació en una familia de músicos. Su padre tocaba el contrabajo en la Filarmónica de Helsinki. Comenzó a estudiar violín a la edad de dos años y entró en la Academia Sibelius a la edad de seis años. Formó su propio cuarteto de cuerda, el Suhonen, en 1964, donde tocó el primer violín. A la edad de 20 años, fue nombrado primer violinista solista (concertino) en la Ópera Nacional de Finlandia, y ocupó este cargo hasta el año 1968. Entonces empezó a dirigir, inicialmente, con la Orquesta de la Ópera Nacional de Finlandia. Principalmente autodidacta, se convirtió en el principal director invitado de la Royal Swedish Opera en 1969, el mismo año en que ganó el primer Concurso de Dirección Herbert von Karajan en Berlín. De 1971 a 1977, Kamu fue director titular de la Orquesta Sinfónica de la Radio Finlandesa.
Fuera de Finlandia, Kamu fue director principal de la Filarmónica de Oslo de 1975 a 1979. También ha ocupado posiciones de liderazgo con la Estocolmo Sinfonietta. Ha sido el principal director invitado de la Orquesta Sinfónica de la Ciudad de Birmingham, la Filarmónica de Copenhague, la Orquesta Sinfónica de Helsinborg y la Orquesta de Cámara de Lausanne. Actualmente es el principal director invitado de la Orquesta Sinfónica de Singapur. 
Kamu fue director de la Ópera Nacional de Finlandia de 1996 al 2000. Ha sido un destacado director de las óperas de Aulis Sallinen en la casa de la ópera, donde llevó a cabo el estreno de La Línea Roja, el Rey Lear y El Palacio, y las registro. En abril de 2009, la Lahti Symphony Orchestra, anunció el nombramiento de Kamu como su siguiente director titular, a partir de otoño de 2011 hasta la primavera de 2014. En noviembre de 2012, la orquesta anunció la extensión del contrato hasta el final de julio de 2016, momento en el que concluyó su mandato en Lahti.
Kamu ha grabado más de 100 discos para varios sellos, tales como Finlandia y Musica Sveciae. Para Naxos Records, ha grabado las cuatro sinfonías de Franz Berwald y su concierto para piano y orquesta; la Música para Orquesta de cuerdas de Aulis Sallinen; los conciertos para flauta de Penderecki, Takemitsu y Sallinen. Dos de los discos de Berwald para Naxos han recibido el Diapason d'Or.
En 1994, Kamu se convirtió en miembro de la Real Academia Sueca de Música. Fue condecorado con la Orden del León de Finlandia en 1999 por el entonces presidente de Finlandia, Martti Ahtisaari.

## Puestos de Director Principal
| Orquesta Sinfónica de la Radio Finlandesa |
| 1971–1977                                 |

| Orquesta Filarmónica de Oslo |
| 1975–1979                    |

| Orquesta Filarmónica de Helsinki |
| 1981–1989                        |

- Datos: Q1344203
- Multimedia: Okko Kamu / Q1344203